# Katamaran
En katamaran er i skibsterminologi betegnelsen for et fartøj med to ens parallelle skrog, der er forbundet over vandlinjen.

## Typer
- Trimaran
- Pantamaran
- Topcat - let sejlbådsklasse af katamarantypen
- Wave-piercer - hurtig katamaran med et smalt og spidst skrog.[1]